# Paulo Guambe
Paulo Francisco Lopes Guambe (Inhambane, 25  de Outubro  de 1973 - Maputo, 19 de Outubro de 2024) foi um político, cineasta, professor de cinema, ator, dramaturgo e editor literário moçambicano.
Guambe ficou popular apos ser assassinado juntamente com o advogado Elvino Dias, em Maputo. Guambe era fundador e mandatário do partido PODEMOS, e a sua morte está associada a motivações políticas.

## Biografia
Guambe era filho de Francisco Lopes Massitela Guambe e Claudina Cansel Guirrugo. Seu pai, Francisco Guambe, foi uma figura respeitada na sua comunidade e com linhagem familiar à vizinha à Africa do Sul. Sua mãe, Claudina, tinha origens ligadas a  Cabo Verde, não sendo certa a história de como essa parte da família chegou a Moçambique. O que é certo é que a sua familia exerceu um papel significativo e foi incentivo para a valorização das raízes culturais, inspirando-o a se tornar um defensor da cultura moçambicana na sua complexidade, através de sua obra no cinema, na literatura, teatro e na defesa dos arquivos cinematográficos.
Cineasta com formação no ISArC - Instituto Superior de Artes e Cultura. Guambe trabalhou na faculdade de estudos culturais do ISArC, lecionando as cadeiras de metodologia de pesquisa em artes e teoria do cinema. Guambe era mestrando em Antropologia Social, com especialização em Memória, Património Cultural e Identidade, pela Universidade Eduardo Mondlane, onde finalizou seu mestrado em 2023. Além disso, ele também foi mestrando em Body-Voice Training and Search pela Universidade de Pretória, completando esse curso em 2022. 
Guambe teve uma carreira diversificada e notável na indústria do cinema. Como cineasta, atuou como roteirista, realizador e produtor do filme documentário de longa-metragem “O Gajo do Kalash In Love”. Ele também foi o produtor, roteirista e realizador do filme "Meninos de Ouro", que faz parte do projeto Direitos Culturais na Mineração Artesanal em Cabo Delgado, desenvolvido pela Medicus Mund e financiado pela União Europeia, no ano de 2020. Além disso, atuou como técnico de captação de som e edição de imagem em três filmes documentários que compuseram esse mesmo projeto.
Guambe foi ainda roteirista e realizador do filme de ficção de curta-metragem "Calças", lançado em 2019, e exerceu as mesmas funções no filme de ficção "A Imagem", também de 2019. Em 2015, trabalhou como produtor e realizador do documentário de curta-metragem "As Três Famílias", que foi financiado pelo MASC. Sua experiência inclui ser pesquisador de arquivos e assistente de produção no documentário "Caminhos da Paz", de Sol de Carvalho, produzido pela PROMARTE em 2012.
Ator de  teatro de palco e rádio desde 1991, Guambe participou de diversos filmes, incluindo "Avó Dezanove e o Segredo do Soviético", de João Ribeiro, em 2020, e "O Resgate", de Mickey Fonseca e Pipas Forjaz, também em 2020. Ele teve participação em "Kanimambo", de Bdel Azize, em 2016, Comboio de Sal e Açúcar, de Licíneo Azevedo, em 2012; Impunidades Criminosas, de Sol Carvalho, em 2012, O Último Voo do Flamingo, de João Ribeiro, em 2009; além de atuar na novela portuguesa A Outra, em 2009.
No campo da dramaturgia, Guambe foi o autor do texto "Bolada", que foi desenvolvido para um projeto financiado pela OSCISA-África Austral, com a finalidade de sensibilizar as populações para as eleições gerais de 2019. Em 2012, ele também escreveu o texto "Alemanha Cheira à Pétalas".
Além de suas atividades no cinema e teatro, Guambe foi editor da KUTSEMBA CARTÃO, uma publicação dedicada à literatura infanto-juvenil, desde 2011. Em sua carreira como repórter e fotógrafo, atuou como repórter na revista Caracultura a partir de 2016 e trabalhou como fotógrafo de projetos corporativos na ANIMA Produtora entre 2018 e 2020. Também atuou como freelancer em projetos fotográficos artísticos e de fotojornalismo.
Outras informações relevantes sobre Guambe incluem seu envolvimento como membro do grupo de pesquisa EDEGECI - Estudos Decoloniais de Gênero e Cidadania, da Escola de Comunicação e Artes da Universidade Eduardo Mondlane, em 2023, e do grupo de pesquisa Alternativa ao Estratevismo da UEM - Universidade Eduardo Mondlane, em 2024. Ele foi finalista do concurso internacional bi-anual de literatura para novos talentos da Universidade Federal Fluminense do Brasil em 2019 e venceu o concurso de literatura dramática organizado pela UNESCO e pelo Ministério da Educação e Cultura em 2003.